# Сент-Джо (Арканзас)
Сент-Джо (англ. St. Joe) — місто (англ. town) в США, в окрузі Серсі штату Арканзас. Населення — 129 осіб (2020).

## Географія
Сент-Джо розташований за координатами 36°1′40″ пн. ш. 92°48′28″ зх. д. / 36.02778° пн. ш. 92.80778° зх. д. (36.027721, -92.807824).  За даними Бюро перепису населення США в 2010 році місто мало площу 3,24 км², з яких 3,23 км² — суходіл та 0,01 км² — водойми.

## Демографія
Згідно з переписом 2010 року, у місті мешкали 132 особи в 59 домогосподарствах у складі 36 родин. Густота населення становила 41 особа/км².  Було 82 помешкання (25/км²). 
Расовий склад населення:
| - 93,2 % — білих - 6,8 % — корінних американців |

До двох чи більше рас належало 0,0 %. Іспаномовні складали 4,5 % від усіх жителів.
За віковим діапазоном населення розподілялося таким чином: 22,7 % — особи молодші 18 років, 56,1 % — особи у віці 18—64 років, 21,2 % — особи у віці 65 років та старші. Медіана віку мешканця становила 40,7 року. На 100 осіб жіночої статі у місті припадало 88,6 чоловіків;  на 100 жінок у віці від 18 років та старших — 96,2 чоловіків також старших 18 років.
Середній дохід на одне домашнє господарство  становив 37 562 долари США (медіана — 32 813), а середній дохід на одну сім'ю — 41 083 долари (медіана — 34 792). За межею бідності перебувало 37,1 % осіб, у тому числі 15,4 % дітей у віці до 18 років та 14,3 % осіб у віці 65 років та старших.
Цивільне працевлаштоване населення становило 66 осіб. Основні галузі зайнятості: виробництво — 51,5 %, освіта, охорона здоров'я та соціальна допомога — 22,7 %, мистецтво, розваги та відпочинок — 10,6 %, фінанси, страхування та нерухомість — 7,6 %.